# チリ大統領の一覧
チリの大統領（チリのだいとうりょう、スペイン語: Presidente de la República de Chile）は、チリ共和国の元首であり、政府の長たる大統領である。

## 概要
チリの大統領は国民の直接選挙によって選ばれる。任期は4年であり、1980年採択の現行憲法の規定により連続再選は認められていない。なお、大統領は2017年より毎年6月1日に国民議会で演説を行わなければならないと憲法で規定された。
大統領が死亡・職務不能で空席となった場合は内務公安大臣が臨時職の副大統領に就任し、大統領権限を遂行することとなっている。

### 適格
- 出生時に全てのチリ国民の権利を有するチリ国民であること（両親の一方が出生時に全てのチリ国民の権利を有するチリ国民であること）。
- 選挙時に35歳以上であること。
- 前科がなく、有権者登録をしていること。

## 大統領の権限
周辺諸国と同じく、強大な権限が大統領に付与されている。しかし、政令の発出は国務大臣の署名を条件に行使しなければならない。
- 国務大臣以下の全閣僚の任命権
- 全ての大使の任命権
- 陸海空三軍の最高指揮権
- 宣戦布告および講和条約締結権（予め議会の可決が必要）
- 外交交渉権
- 経済政策の執行権
- 憲法改正、法律、条約の公布
- 最高裁判所長官指名権
- 法案拒否権（非常時大権）

## 大統領の一覧
| チリ王国 (1810-1814)      |                                                                          |                              |                                                                |                                 |                                 |                               |                                         |
| 代                        | 大統領                                                                   | 大統領                       | 所属政党                                                       | 期                              | 在任期間                        | 在任期間                      | 備考                                    |
| 00－                      | マテオ・デトロ・イ・サンブラーノ Mateo de Toro y Zambrano                |                              | 無所属 （軍人）                                                | －                              | 1810年9月18日 - 1811年2月26日   | 161日                         | 暫定大統領在任中に死去                  |
| 00－                      | フアン・マルティネス・デ・ロサス Juan Martínez de Rozas                  |                              | 無所属                                                         | －                              | 1811年2月27日 - 1811年4月2日    | 34日                          | 暫定大統領代行                          |
| 00－                      | フェルナンド・マルケス・デ・ラ・プラタ Fernando Márquez de la Plata      |                              | 無所属                                                         | －                              | 1811年4月2日 - 1811年7月4日     | 93日                          | 暫定大統領                              |
| 00－                      | フアン・アントニオ・オバージェ Juan Antonio Ovalle                       |                              | 無所属                                                         | －                              | 1811年7月4日 - 1811年7月20日    | 38日                          | 元首代行 （国民議会議長）               |
| 00－                      | マルティン・カルボ・エンカラーダ Martín Calvo Encalada                   |                              | 無所属                                                         | －                              | 1811年7月20日 - 1811年8月11日   | 24日                          | 元首代行 （国民議会議長）               |
| 00－                      | マルティン・カルボ・エンカラーダ Martín Calvo Encalada                   | －                           | 無所属                                                         | 1811年8月11日 - 1811年9月4日    | 24日                            | 暫定大統領                    |                                         |
| 00－                      | フアン・マルティネス・デ・ロサス Juan Martínez de Rozas                  |                              | 無所属                                                         | －                              | 1811年9月4日 - 1811年11月15日   | 72日                          | 元首代行 （チリ行政裁判所長官）         |
| 00－                      | ホセ・ミゲル・カレーラ José Miguel Carrera Verdugo                       |                              | 無所属                                                         | －                              | 1811年11月15日 - 1811年12月13日 | 28日                          | 暫定大統領                              |
| 00－                      | ホセ・ミゲル・カレーラ José Miguel Carrera Verdugo                       | －                           | 無所属                                                         | 1811年12月13日 - 1812年1月8日   | 暫定元首 （最高長官）           | 28日                          |                                         |
| 00－                      | ホセ・ミゲル・カレーラ José Miguel Carrera Verdugo                       | －                           | 無所属                                                         | 1812年1月8日 - 1812年4月8日     | 暫定大統領                      | 28日                          |                                         |
| 00－                      | ホセ・サンティアゴ・ポルターレス José Santiago Portales                  |                              | 無所属                                                         | －                              | 1812年4月8日 - 1812年8月6日     | 120日                         | 暫定大統領                              |
| 00－                      | ペドロ・ホセ・プラド・ハラケマーダ Pedro José Prado Jaraquemada          |                              | 無所属                                                         | －                              | 1812年8月6日 - 1812年12月6日    | 122日                         | 暫定大統領                              |
| 00－                      | ホセ・ミゲル・カレーラ José Miguel Carrera Verdugo                       |                              | 無所属                                                         | －                              | 1812年12月6日 - 1813年4月13日   | 128日                         | 暫定大統領                              |
| 00－                      | フランシスコ・アントニオ・ペレス Francisco Antonio Pérez                 |                              | 無所属                                                         | －                              | 1813年4月13日 - 1813年8月23日   | 132日                         | 暫定大統領                              |
| 00－                      | ホセ・ミゲル・インファンテ José Miguel Infante y Rojas                   |                              | 無所属                                                         | －                              | 1813年8月23日 - 1814年1月11日   | 141日                         | 暫定大統領                              |
| 00－                      | アグスティン・エイスアギーレ Agustín De Eyzaguirre Arechavala            |                              | 無所属                                                         | －                              | 1814年1月11日 - 1814年3月7日    | 55日                          | 暫定大統領                              |
| 00－                      | アントニオ・ホセ・デ・イリサリ Antonio José De Irisarri Alonso           |                              | 無所属                                                         | －                              | 1814年3月7日 - 1814年3月14日    | 7日                           | 暫定元首 （暫定最高長官）               |
| 001                       | フランシスコ・デ・ラ・ラストラ Francisco de la Lastra y de la Sotta      |                              | 無所属                                                         | －                              | 1814年3月14日 - 1814年7月23日   | 131日                         | 元首 （最高長官）                       |
| 00－                      | ホセ・ミゲル・カレーラ José Miguel Carrera Verdugo                       |                              | 無所属                                                         | －                              | 1814年7月23日 - 1814年10月2日   | 71日                          | 暫定大統領在任中に逃亡                  |
| レコンキスタ (1814-1817)  |                                                                          |                              |                                                                |                                 |                                 |                               |                                         |
| 代                        | 総督                                                                     | 総督                         | 所属政党                                                       | 期                              | 在任期間                        | 在任期間                      | 備考                                    |
| 00－                      | マリアーノ・オソリオ Mariano Osorio                                      |                              | 無所属 （軍人）                                                | －                              | 1814年10月3日 - 1815年9月26日   | 358日                         | 総督代行                                |
| 00－                      | フランシスコ・マルコ・デル・ポント Francisco Marcó del Pont              |                              | 無所属 （軍人）                                                | －                              | 1815年9月26日 - 1817年2月12日   | 1年 + 139日                   | 総督                                    |
| チリ国 (1817-1826)        |                                                                          |                              |                                                                |                                 |                                 |                               |                                         |
| 代                        | 大統領                                                                   | 大統領                       | 所属政党                                                       | 期                              | 在任期間                        | 在任期間                      | 備考                                    |
| 002                       | ベルナルド・オイギンス Bernardo O'Higgins Riquelme                       |                              | 無所属 （軍人）                                                | －                              | 1817年2月16日 - 1823年1月28日   | 5年 + 346日                   | 元首 （最高長官）                       |
| 00－                      | アグスティン・エイスアギーレ Agustín De Eyzaguirre Arechavala            |                              | 無所属                                                         | －                              | 1823年1月28日 - 1823年4月4日    | 66日                          | 暫定大統領                              |
| 003                       | ラモン・フレイレ Ramón Freire Serrano                                    |                              | ピピオロス                                                     | －                              | 1823年4月4日 - 1823年8月13日    | 131日                         | 元首 （最高長官）                       |
| 00－                      | ディエゴ・ホセ・ベナベンテ Diego José Benavente                          |                              | 無所属                                                         | －                              | 1823年8月13日 - 1823年9月2日    | 20日                          | 最高長官代行 （下院議長）               |
| 0(3)                      | ラモン・フレイレ Ramón Freire Serrano                                    |                              | ピピオロス                                                     | －                              | 1823年9月2日 - 1826年7月9日     | 2年 + 310日 （計 3年 + 76日） | 元首 （最高長官）                       |
| チリ共和国 (1826-現在)    |                                                                          |                              |                                                                |                                 |                                 |                               |                                         |
| 00－                      | マヌエル・ブランコ・エスカラーダ Manuel Blanco Encalada                  |                              | 無所属                                                         | 1                               | 1826年7月9日 - 1826年9月9日     | 62日                          | 暫定大統領任期満了前に辞職              |
| 00－                      | アグスティン・エイスアギーレ Agustín De Eyzaguirre Arechavala            |                              | 無所属                                                         | 1                               | 1826年9月9日 - 1827年1月25日    | 138日                         | 昇格 （暫定副大統領）                   |
| 00－                      | ラモン・フレイレ Ramón Freire Serrano                                    |                              | ピピオロス                                                     | －                              | 1827年1月25日 - 1827年2月15日   | 21日                          | 暫定大統領                              |
| 001                       | ラモン・フレイレ Ramón Freire Serrano                                    | 2                            | ピピオロス                                                     | 1827年2月15日 - 1827年5月8日    | 82日                            | 任期満了前に辞任              |                                         |
| 002                       | フランシスコ・アントニオ・ピント Francisco Antonio Pinto Díaz            | 2                            |                                                                | ピピオロス                      | 1827年5月8日 - 1829年7月14日    | 2年 + 67日                    | 昇格 （副大統領）                       |
| 00－                      | フランシスコ・ラモン・ビクーニャ Francisco Ramón Vicuña y Larraín        | 2                            |                                                                | ピピオロス                      | 1829年7月14日 - 1829年10月19日  | 97日                          | 大統領代行 （上院議長）                 |
| 0(2)                      | フランシスコ・アントニオ・ピント Francisco Antonio Pinto Díaz            |                              | ピピオロス                                                     | 3                               | 1829年10月19日 - 1829年11月8日  | 20日 （計 2年 + 87日）        | 任期満了前に辞任                        |
| 00－                      | フランシスコ・ラモン・ビクーニャ Francisco Ramón Vicuña y Larraín        |                              | ピピオロス                                                     | 3                               | 1829年11月8日 - 1829年12月7日   | 29日                          | 大統領代行 （上院議長）                 |
| 00－                      | （不在）                                                                 | （不在）                     | （不在）                                                       | －                              | 1829年12月7日 - 1829年12月24日  | 17日                          | 内戦中                                  |
| 00－                      | ホセ・トマス・オバージェ José Tomás Ovalle y Bezanilla                   |                              | ペルコネス                                                     | －                              | 1829年12月24日 - 1830年2月18日  | 56日                          | 暫定大統領                              |
| 00－                      | フランシスコ・ルイス＝タグレ・ポルターレス Francisco Ruiz-Tagle Portales |                              | ペルコネス                                                     | －                              | 1830年2月18日 - 1830年4月1日    | 42日                          | 暫定大統領在任中に辞任                  |
| 00－                      | ホセ・トマス・オバージェ José Tomás Ovalle y Bezanilla                   |                              | ペルコネス                                                     | －                              | 1830年4月1日 - 1831年3月8日     | 341日                         | 大統領代行 （暫定副大統領）在任中に辞任 |
| 00－                      | フェルナンド・エラスリス Fernando Errázuriz Aldunate                     |                              | ペルコネス                                                     | －                              | 1831年3月8日 - 1831年3月21日    | 194日                         | 暫定大統領                              |
| 00－                      | フェルナンド・エラスリス Fernando Errázuriz Aldunate                     | －                           | ペルコネス                                                     | 1831年3月21日 - 1831年9月18日   | 暫定大統領                      | 194日                         |                                         |
| 003                       | ホセ・ホアキン・プリエト José Joaquín Prieto Vial                        |                              | ペルコネス                                                     | 4                               | 1831年9月18日 - 1836年9月18日   | 10年 + 0日                    |                                         |
| 0(3)                      | ホセ・ホアキン・プリエト José Joaquín Prieto Vial                        | 保守党 （PCon）              | 5                                                              | 1836年9月18日 - 1841年9月18日   |                                 | 10年 + 0日                    |                                         |
| 004                       | マヌエル・ブルネス Manuel Bulnes Prieto                                  |                              | 保守党 （PCon）                                                | 6                               | 1841年9月18日 - 1846年9月18日   | 10年 + 0日                    |                                         |
| 004                       | マヌエル・ブルネス Manuel Bulnes Prieto                                  | 7                            | 保守党 （PCon）                                                | 1846年9月18日 - 1851年9月18日   |                                 | 10年 + 0日                    |                                         |
| 005                       | マヌエル・モント Manuel Montt Torres                                     |                              | 保守党 （PCon）                                                | 8                               | 1851年9月18日 - 1856年9月18日   | 10年 + 0日                    |                                         |
| 0(5)                      | マヌエル・モント Manuel Montt Torres                                     | 国民党 （PNac）              | 9                                                              | 1856年9月18日 - 1861年9月18日   |                                 | 10年 + 0日                    |                                         |
| 006                       | ホセ・ホアキン・ペレス José Joaquín Pérez Mascayano                      |                              | 国民党 （PNac）                                                | 10                              | 1861年9月18日 - 1866年9月18日   | 10年 + 0日                    |                                         |
| 006                       | ホセ・ホアキン・ペレス José Joaquín Pérez Mascayano                      | 11                           | 国民党 （PNac）                                                | 1866年9月18日 - 1871年9月18日   |                                 | 10年 + 0日                    |                                         |
| 007                       | フェデリコ・エラスリス・サニャルトゥ Federico Errázuriz Zañartu          |                              | 自由党 （PLib）                                                | 12                              | 1871年9月18日 - 1876年9月18日   | 5年 + 0日                     |                                         |
| 008                       | アニバル・ピント Aníbal Pinto Garmendia                                  |                              | 自由党 （PLib）                                                | 13                              | 1876年9月18日 - 1881年9月18日   | 5年 + 0日                     |                                         |
| 009                       | ドミンゴ・サンタ・マリア Domingo Santa María González                    |                              | 自由党 （PLib）                                                | 14                              | 1881年9月18日 - 1886年9月18日   | 5年 + 0日                     |                                         |
| 010                       | ホセ・マヌエル・バルマセーダ José Manuel Balmaceda Fernández             |                              | 自由党 （PLib）                                                | 15                              | 1886年9月18日 - 1891年8月29日   | 4年 + 345日                   | 任期満了前に辞任                        |
| 00－                      | クラウディオ・ビクーニャ・ゲレーロ Claudio Vicuña Guerrero               |                              | 自由党 （PLib）                                                | 16                              | －                              | －                            | 未就任                                  |
| 00－                      | マヌエル・バケダーノ Manuel Baquedano González                           |                              | 無所属 （軍人）                                                | －                              | 1891年8月29日 - 1891年8月31日   | 2日                           | 暫定元首                                |
| 00－                      | ホルヘ・モント Jorge Montt Álvarez                                       |                              | 無所属 （軍人）                                                | －                              | 1891年8月31日 - 1891年11月10日  | 117日                         | 暫定大統領                              |
| 00－                      | ホルヘ・モント Jorge Montt Álvarez                                       | －                           | 無所属 （軍人）                                                | 1891年11月10日 - 1891年12月26日 | 政府首長                        | 117日                         |                                         |
| 011                       | ホルヘ・モント Jorge Montt Álvarez                                       | 無所属                       | 17                                                             | 1891年12月26日 - 1896年9月18日  | 4年 + 267日                     |                               |                                         |
| 012                       | フェデリコ・エラスリス・エチャウレン Federico Errázuriz Echaurren        |                              | 自由党 （PLib）                                                | 18                              | 1896年9月18日 - 1901年9月12日   | 4年 + 359日                   | 在任中に死去                            |
| 00－                      | アニバル・サニャルトゥ Aníbal Zañartu                                    |                              | 自由党 （PLib）                                                | 18                              | 1901年9月12日 - 1901年9月18日   | 6日                           | 大統領代行 （副大統領）                 |
| 013                       | ヘルマン・リエスコ Germán Riesco                                         |                              | 自由党 （PLib）                                                | 19                              | 1901年9月18日 - 1906年9月18日   | 5年 + 0日                     |                                         |
| 014                       | ペドロ・モント Pedro Montt                                               |                              | 国民党 （PNac）                                                | 20                              | 1906年9月18日 - 1910年8月16日   | 3年 + 332日                   | 在任中に死去                            |
| 00－                      | エリアス・フェルナンデス・アルバーノ Elías Fernández Albano              |                              | 国民党 （PNac）                                                | 20                              | 1910年8月16日 - 1910年9月10日   | 25日                          | 大統領代行 （内相）在任中に死去         |
| 00－                      | エミリアーノ・フィゲロア・ラライン Emiliano Figueroa Larraín             |                              | 自由民主党 （PLD）                                             | 20                              | 1910年9月10日 - 1910年12月23日  | 104日                         | 大統領代行 （司法相）                   |
| 015                       | ラモン・バロス・ルコ Ramón Barros Luco                                   |                              | 自由党 （PLib）                                                | 21                              | 1910年12月23日 - 1915年12月23日 | 5年 + 0日                     |                                         |
| 016                       | フアン・ルイス・サンフエンテス Juan Luis Sanfuentes Andonaegui           |                              | 自由民主党 （PLD）                                             | 22                              | 1915年12月23日 - 1920年12月23日 | 5年 + 0日                     |                                         |
| 017                       | アルトゥーロ・アレッサンドリ・パルマ Arturo Alessandri Palma             |                              | 自由党 （PLib）                                                | 23                              | 1920年12月23日 - 1924年9月11日  | 3年 + 263日                   | 職務停止                                |
| 00－                      | ルイス・アルタミラーノ・タラベーラ Luis Altamirano Talavera              |                              | 無所属 （軍人）                                                | 23                              | 1924年9月11日 - 1925年1月23日   | 134日                         | 暫定元首 （軍事評議会議長）在任中に解任 |
| 00－                      | ペドロ・パブロ・ダルトネル Pedro Dartnell Encina                         |                              | 無所属 （軍人）                                                | 23                              | 1925年1月23日 - 1925年1月27日   | 4日                           | 暫定元首 （軍事評議会議長）             |
| 00－                      | エミリオ・ベージョ・コデシード Emilio Bello Codecido                     |                              | 自由民主党 （PLD）                                             | 23                              | 1925年1月27日 - 1925年3月20日   | 52日                          | 暫定元首 （軍事評議会議長）             |
| (17)                      | アルトゥーロ・アレッサンドリ・パルマ Arturo Alessandri Palma             |                              | 自由党 （PLib）                                                | 23                              | 1925年3月20日 - 1925年10月1日   | 195日 （計 4年 + 93日）       | 職務復帰任期満了前に辞任                |
| 00－                      | ルイス・バロス・ボルゴーニョ Luis Barros Borgoño                         |                              | 自由党 （PLib）                                                | 23                              | 1925年10月1日 - 1925年12月23日  | 83日                          | 大統領代行 （内相）                     |
| 018                       | エミリアーノ・フィゲロア・ラライン Emiliano Figueroa Larraín             |                              | 自由民主党 （PLD）                                             | 24                              | 1925年12月23日 - 1927年5月10日  | 1年 + 138日                   | 任期満了前に辞任                        |
| 00－                      | カルロス・イバニェス・デル・カンポ Carlos Ibáñez del Campo               |                              | 無所属                                                         | 24                              | 1927年5月10日 - 1927年7月21日   | 72日                          | 大統領代行 （副大統領）                 |
| 019                       | カルロス・イバニェス・デル・カンポ Carlos Ibáñez del Campo               | 25                           | 無所属                                                         | 1927年7月21日 - 1931年7月26日   | 4年 + 5日                       | 第25代大統領任期満了前に辞任  |                                         |
| 00－                      | ペドロ・オパソ・レテリエル Pedro Opazo Letelier                          | 25                           |                                                                | 自由民主党 （PLD）              | 1931年7月26日 - 1931年7月27日   | 1日                           | 大統領代行 （上院議長）在任中に辞任     |
| 00－                      | フアン・エステバン・モンテーロ Juan Esteban Montero Rodríguez            | 25                           |                                                                | 急進党 （PR）                   | 1931年7月27日 - 1931年9月3日    | 38日                          | 大統領代行 （内相） 在任中に辞任        |
| 00－                      | マヌエル・トゥルッコ・フランサニ Manuel Trucco                           | 25                           |                                                                | 急進党 （PR）                   | 1931年9月3日 - 1931年11月15日   | 73日                          | 大統領代行 （内相）                     |
| 00－                      | フアン・エステバン・モンテーロ Juan Esteban Montero Rodríguez            | 25                           |                                                                | 急進党 （PR）                   | 1931年11月15日 - 1931年12月4日  | 19日                          | 大統領代行 （副大統領）                 |
| 020                       | フアン・エステバン・モンテーロ Juan Esteban Montero Rodríguez            | 26                           | 1931年12月4日 - 1932年6月4日                                   | 急進党 （PR）                   | 183日                           | 任期満了前に解任              |                                         |
| チリ社会主義共和国 (1932) |                                                                          |                              |                                                                |                                 |                                 |                               |                                         |
| 代                        | 大統領                                                                   | 大統領                       | 所属政党                                                       | 期                              | 在任期間                        | 在任期間                      | 備考                                    |
| 00－                      | アルトゥーロ・プーガ Arturo Puga Osorio                                  |                              | 無所属 （軍人）                                                | －                              | 1932年6月4日 - 1932年6月16日    | 12日                          | 暫定元首 （軍事政権大統領）在任中に辞任 |
| 00－                      | カルロス・ダビラ・エスピノーサ Carlos Dávila Espinoza                    |                              | チリ社会党 （PS）                                              | －                              | 1932年6月16日 - 1932年7月8日    | 89日                          | 暫定元首 （軍事政権大統領）             |
| 00－                      | カルロス・ダビラ・エスピノーサ Carlos Dávila Espinoza                    | 1932年7月8日 - 1932年9月13日 | チリ社会党 （PS）                                              | －                              | 暫定大統領在任中に辞任          | 89日                          |                                         |
| チリ共和国 (1932-現在)    |                                                                          |                              |                                                                |                                 |                                 |                               |                                         |
| 代                        | 大統領                                                                   | 大統領                       | 所属政党                                                       | 期                              | 在任期間                        | 在任期間                      | 備考                                    |
| 00－                      | バルトロメー・ブランチェ Bartolomé Blanche Espejo                        |                              | 無所属 （軍人）                                                | －                              | 1932年9月13日 - 1932年10月2日   | 19日                          | 暫定大統領                              |
| 00－                      | アブラアム・オヤネデル・ウルティア Abraham Oyanedel Urrutia              |                              | 無所属                                                         | －                              | 1932年10月2日 - 1932年12月24日  | 83日                          | 大統領代行 （最高裁判所長官）           |
| 021                       | アルトゥーロ・アレッサンドリ・パルマ Arturo Alessandri Palma             |                              | 自由党 （PLib）                                                | 27                              | 1932年12月24日 - 1938年12月24日 | 6年 + 0日                     |                                         |
| 022                       | ペドロ・アギーレ・セルダ Pedro Aguirre Cerda                             |                              | 人民戦線（FP）急進党 （PR）                                    | 28                              | 1938年12月24日 - 1941年11月25日 | 2年 + 336日                   | 在任中に死去                            |
| 00－                      | ヘロニモ・メンデス Jerónimo Méndez Arancibia                             |                              | 人民戦線（FP）急進党 （PR）                                    | 28                              | 1941年11月25日 - 1942年4月2日   | 128日                         | 大統領代行 （内相）                     |
| 023                       | フアン・アントニオ・リオス Juan Antonio Ríos Morales                     |                              | 民主同盟（AD）急進党 （PR）                                    | 29                              | 1942年4月2日 - 1946年6月27日    | 4年 + 86日                    | 在任中に死去                            |
| 00－                      | アルフレド・ドゥアルデ Alfredo Duhalde Vásquez                           |                              | 人民戦線（FP）急進党 （PR）                                    | 29                              | 1946年6月27日 - 1946年8月3日    | 37日                          | 大統領代行 （内相）在任中に辞任         |
| 00－                      | ビセンテ・メリーノ Vicente Merino Bielich                                |                              | 無所属                                                         | 29                              | 1946年8月3日 - 1946年8月13日    | 10日                          | 大統領代行 （内相）                     |
| 00－                      | アルフレド・ドゥアルデ Alfredo Duhalde Vásquez                           |                              | 人民戦線（FP）急進党 （PR）                                    | 29                              | 1946年8月13日 - 1946年10月17日  | 65日                          | 大統領代行 （副大統領）在任中に辞任     |
| 00－                      | フアン・アントニオ・イリバレン Juan Antonio Iribarren Cabezas            |                              | 急進党 （PR）                                                  | 29                              | 1946年10月17日 - 1946年11月3日  | 17日                          | 大統領代行 （内相）                     |
| 024                       | ガブリエル・ゴンサレス・ビデラ Gabriel González Videla                   |                              | 急進党 （PR）                                                  | 30                              | 1946年11月3日 - 1952年11月3日   | 6年 + 0日                     |                                         |
| 025                       | カルロス・イバニェス・デル・カンポ Carlos Ibáñez del Campo               |                              | 無所属                                                         | 31                              | 1952年11月3日 - 1958年11月3日   | 6年 + 0日                     | 第19代大統領                            |
| 026                       | ホルヘ・アレッサンドリ Jorge Alessandri Rodríguez                        |                              | 自由・保守連合（PL-PCU）無所属                                 | 32                              | 1958年11月3日 - 1964年11月3日   | 6年 + 0日                     |                                         |
| 027                       | エドゥアルド・フレイ・モンタルバ Eduardo Frei Montalva                   |                              | キリスト教民主党 （PDC）                                       | 33                              | 1964年11月3日 - 1970年11月3日   | 6年 + 0日                     |                                         |
| 028                       | サルバドール・アジェンデ Salvador Allende Gossens                        |                              | 人民連合（UP）チリ社会党（PS）                                 | 34                              | 1970年11月3日 - 1973年9月11日   | 2年 + 312日                   | 在任中に死去                            |
| 00－                      | アウグスト・ピノチェト Augusto Pinochet Ugarte                           |                              | 無所属 （軍人）                                                | －                              | 1973年9月11日 - 1974年6月17日   | 279日                         | 軍事政権大統領                          |
| 029                       | アウグスト・ピノチェト Augusto Pinochet Ugarte                           | －                           | 無所属 （軍人）                                                | 1974年6月17日 - 1974年12月17日  | 15年 + 267日                    | 元首 （国家最高指導者）       |                                         |
| 029                       | アウグスト・ピノチェト Augusto Pinochet Ugarte                           | －                           | 無所属 （軍人）                                                | 1974年12月27日 - 1981年3月11日  | 15年 + 267日                    |                               |                                         |
| 029                       | アウグスト・ピノチェト Augusto Pinochet Ugarte                           | －                           | 無所属 （軍人）                                                | 1981年3月11日 - 1989年3月11日   | 15年 + 267日                    |                               |                                         |
| 029                       | アウグスト・ピノチェト Augusto Pinochet Ugarte                           | －                           | 無所属 （軍人）                                                | 1989年3月11日 - 1990年3月11日   | 15年 + 267日                    | 任期延長                      |                                         |
| 030                       | パトリシオ・エイルウィン Patricio Aylwin Azócar                          |                              | コンセルタシオン・デモクラシア（CPD）キリスト教民主党（PDC）   | 35                              | 1990年3月11日 - 1994年3月11日   | 4年 + 0日                     |                                         |
| 031                       | エドゥアルド・フレイ・ルイスタグレ Eduardo Frei Ruiz-Tagle               |                              | コンセルタシオン・デモクラシア（CPD）キリスト教民主党（PDC）   | 36                              | 1994年3月11日 - 2000年3月11日   | 6年 + 0日                     |                                         |
| 032                       | リカルド・ラゴス Ricardo Lagos Escobar                                   |                              | コンセルタシオン・デモクラシア（CPD）民主主義のための党（PPD） | 37                              | 2000年3月11日 - 2006年3月11日   | 6年 + 0日                     |                                         |
| 033                       | ミシェル・バチェレ Michelle Bachelet Jeria                               |                              | コンセルタシオン・デモクラシア（CPD）チリ社会党（PS）          | 38                              | 2006年3月11日 - 2010年3月11日   | 4年 + 0日                     | 第35代大統領                            |
| 034                       | セバスティアン・ピニェラ Sebastián Piñera Echenique                      |                              | 変革のための同盟（Alianza）国民革新党（RN）                    | 39                              | 2010年3月11日 - 2014年3月11日   | 4年 + 0日                     | 第36代大統領                            |
| 035                       | ミシェル・バチェレ Michelle Bachelet Jeria                               |                              | 新多数派（NM）チリ社会党（PS）                                 | 40                              | 2014年3月11日 - 2018年3月11日   | 4年 + 0日                     | 第33代大統領                            |
| 036                       | セバスティアン・ピニェラ Sebastián Piñera Echenique                      |                              | チリ・バモス（ChV）無所属                                      | 41                              | 2018年3月11日 - 2022年3月11日   | 4年 + 0日                     | 第34代大統領                            |
| 037                       | ガブリエル・ボリッチ Gabriel Boric Font                                  |                              | 尊厳の承認（AD）社会の収束（CS）                               | 42                              | 2022年3月11日 - （現職）        | 3年 + 143日                   |                                         |